# Erwin Sietas
Erwin Sietas (ur. 24 lipca 1910 w Hamburgu w dzielnicy Cranz, zm. 20 lipca 1989 tamże) – niemiecki pływak, olimpijczyk specjalizujący się w stylu klasycznym.

## Kariera
Startował na igrzyskach olimpijskich w Amsterdamie zajmując 4. miejsce na 200 m stylem klasycznym. Na igrzyskach w 1932 również zajął 4. miejsce. Na letnich igrzyskach olimpijskich w Berlinie w 1936 na dystansie 200 m stylem klasycznym zdobył srebrny medal. Złoty medalista mistrzostw Europy z 1934, srebrny z 1938 oraz brązowy 1931 roku. W 1992 roku został wpisany do International Swimming Hall of Fame.